# 若奥·卡洛斯·平托·查韦斯
若奥·卡洛斯·平托·查韦斯（João Carlos Pinto Chaves，1982年1月1日—），巴西职业足球运动员，现效力于俄罗斯的马哈奇卡拉安日足球俱乐部，司职后卫。

## 生涯
若奥·卡洛斯出生在巴西雷亚雷格，他在巴西本土的瓦斯科达伽马开始其职业生涯。2002年8月，他加入保加利亚的索菲亚中央陆军。2004年7月，他加盟比利时联赛的洛克伦
2008年6月，他与比利时KRC亨克签订了一份四年合约，在球队踢了70多场比赛后卡洛斯于2011年1月29日，与俄罗斯球队马哈奇卡拉安日签约三年。

### 荣誉
- 保加利亚联赛冠军 (1次):
  - 2002-03
- 比利时杯冠军 (1次):
  - 2008-09